# Edgar Beyfuß
Edgar Carl Alexander Beyfuß (* 8. Oktober 1893 in Malang, Java, Niederländisch-Indien, heute Indonesien; † 6. November 1936 in Berlin) war ein deutscher Filmmanager, Filmregisseur und Filmproduzent, spezialisiert auf den Natur- und Dokumentarfilm.

## Leben und Wirken
Beyfuß hatte bis zur Promotion studiert und stieß kurz nach dem Ende des Ersten Weltkriegs zum Film und begann sich frühzeitig für den Natur- und Lehrfilm zu interessieren. Als Chef der UFA-Kulturabteilung, der er seit 1922 angehörte, war er ein begeisterter Förderer des Gedankens von dem Medium Film als Lehr- und Informationsmittel. In seiner Funktion als Leiter der Filmunterrichts-Organisation innerhalb der UFA setzte er sich stark dafür ein, dass Lehrfilme an den deutschen Schulen eingesetzt wurden. 1924 veröffentlichte Beyfuß mit Alex Kossowsky „Das Kulturfilmbuch“ (Schule und Film), das Standwerk über den Kulturfilm der UFA. Im Jahr darauf zeichnete er für die von der UFA und der Novembergruppe veranstalteten Matinee „Der absolute Film“ verantwortlich, mit der ein Überblick über die Leistungen der deutschen und französischen Avantgarde gegeben werden sollte.
In den späten 1920er und frühen 1930er Jahren war Dr. Edgar Beyfuß auch praktisch in der Filmherstellung tätig und produzierte und inszenierte eine Reihe von Informationsfilmen. Mit „Wir parken, wo es uns gefällt“ drehte er ab September 1933, nach eigenem Drehbuch, seinen einzigen Spielfilm, der ganz auf Atelieraufnahmen verzichtete, nur Laiendarsteller aufwies und das vom NS-Staat propagierte Ziel, einen „Volkswagen“ zu bewerben, verfolgte. Dieser Spielfilm wurde wie das Gros der anderen Arbeiten Beyfuß’ von seiner 1928 gegründeten Produktionsgesellschaft Dr. Edgar Beyfuß-Film hergestellt. Beyfuß starb Ende 1936 an einer Lungentuberkulose. Er war seit 1922 mit Erika Beyfuß geb. Fries (Jahrgang 1901) verheiratet gewesen, die bis 1936 in der Firma ihres Gatten mitgearbeitet hatte und anschließend als Dramaturgin und Autorin in Diensten der Filmgesellschaften UFA, Tobis, Deka und Bavaria stand.

## Filmografie
- 1928: Die Wunder des Films. Ein Werklied von der Arbeit am Kulturfilm (Regie, Produktion, Drehbuch)
- 1928: Siam, das Land des weißen Elefanten (Regie)
- 1929: Wie ein Trickfilm entsteht (Produktion)
- 1930: ... den schickt er in die weite Welt. Die Wunder der Welt (Produktion)
- 1933: Du und ich – wir alle! 1. Film: Tratsch (Regie, Drehbuch, Produktion)
- 1934: Wir parken, wo es uns gefällt (Regie, Co-Drehbuch, Produktion)
- 1934: Das rollende Rad. Ein Film von Wagen und Straßen (Regie)
- 1935: Sonne und Schnee über Deutschland (Regie, Produktion)
- 1936: Wege in die Welt (Produktion)
- 1936: Kleine Weltreise durch Berlin (Produktion)
- 1936: Briefmarken spiegeln die Welt (Produktion)
- 1936: Die Seidenbandweber im Bergischen Land (Produktion)